# Oriental Astronomical Association
La Oriental Astronomical Association è un'associazione astronomica giapponese fondata nel 1920 , il suo primo presidente fu Issei Yamamoto. L'associazione è costituita da varie sezioni tra le quali vi sono la sezione Marte , la sezione Giove-Saturno , la sezione comete , la sezione stelle variabili . 
Tra i suoi soci sono da annoverare Ichiro Hasegawa , Yasuo Hirasawa, Takao Kobayashi , Syuichi Nakano, Hirohisa Sato, Tsutomu Seki, Takeshi Urata , Kazuro Watanabe e Tatsuo Yamada. L'associazione edita una rivista in giapponese, The Heavens . All'associazione è dedicato un asteroide, 3935 Toatenmongakkai .